# When Trumpets Fade
When Trumpets Fade is een oorlogsfilm uit 1998. De film vertelt het verhaal over een Amerikaanse soldaat die meevecht in de Slag om het Hürtgenwald tijdens de Tweede Wereldoorlog.

## Verhaal
Het verhaal gaat over een bange soldaat die na een aanval de enige overlevende van zijn sectie is.
Nadat hij na een aanval als enige van zijn sectie overgebleven is wordt hij bevorderd tot sergeant. Hij krijgt een nieuwe sectie soldaten aangewezen die nog geen oorlogservaring hebben en die in het begin denken tegen oude Duitse soldaten te vechten van de Volkssturm. Nadat ze hun eerste aanval hebben gevoerd beseffen ze pas echt dat dit geen oude Duitse soldaten zijn. Hierna wordt hij bevorderd tot luitenant. Voor een tweede keer krijgt hij een missie die hij moet klaren. Hij moet samen met zijn sectie de kanonnen bij een brug onschadelijk maken. Deze missie moet voor zonsopgang zijn geklaard anders sterven er weer honderden Amerikaanse soldaten.

## Acteurs
In de film spelen o.a de acteurs:
- Ron Eldard
- Frank Whaley
- Dylan Bruno
- Zak Orth
- Dwight Yoakam
- Timothy Olyphant
- Jeffrey Donovan
- Martin Donovan

## Film op dvd
- Speelduur: 93 minuten
- Beeld: Kleur
- Talen: Engels - Met ondertitels